# 王勇翰
王勇翰（1990年4月1日—），藝名翰獎，曾就讀士林高級商業職業學校，為台灣Channel V節目《模范棒棒堂》第六代成員之一。強項是劍道及小提琴。在加入初期，他常常被認錯為另一名同期加入的成員酪梨（已被淘汰）。經二軍選戰後繼續以阿本組（公主幫）名義聯同其他成員推出《冒險世界‧公主幫》EP。

## 經歷
為台灣Channel V節目《模范棒棒堂》第六代成員，在棒棒堂二軍PK戰時是屬於阿本領導的「公主幫」。即使翰獎於較後期才加入模范棒棒堂，但憑其出眾表現以及個人自信加上魅力，於2008年5月23日的模范棒棒堂節目上，翰獎被選為棒棒堂二軍正式出道成員，與阿本、野獸、毛弟、小馬繼續以「公主幫」的名義推出單曲EP，可是Channel V「大家長」總監Andy（張世明）表示仍希望他能完全表現出自己的個人自信及魅力，因為他認為節目上的他與拍照的他有很大落差，未能完全表現自我。
可是到了8月中旬，模范棒棒堂錄影節目時都公佈了翰獎因為未有足夠的支持及表現，未能選上模范七棒正式出道成員，而翰獎畢業後離開棒棒堂並繼續大學學業。現時是抒情搖滾樂團的主唱。

## 唱片
2008年7月11日 - 公主幫《冒險世界》EP
- 《冒險世界》fantasy version、《公主徹夜未眠》、《年輕不要留白》
- 「公主幫攻略」24p全彩寫真冊（內附粉絲最愛投票卡﹑花美男so cute人形紙卡）

## 演出

### 主持
- Channel V《模范棒棒堂》
- Channel V《VJ普普風》

### 演唱會
- 2008年3月22日 - 模范棒棒堂二軍選拔PK戰－15分鐘Mini Concert表演
  - 「模范14棒」成員共同演出，於台北新光三越A8館戶外廣場舉行
- 2008年1月26日下午5時 - 棒棒堂夢想出發‧閃耀小巨蛋演唱會(嘉賓)
  - 以「模范14棒」成員名義共同演出

### 活動
- 2008年6月9日 - 《終極之戰》（香港屯門市廣場）
  - 「宅男塾」及「公主幫」10位成員一同到港；活動上籌得5千元善款將捐予香港世界宣明會，協助四川賑災。[1]